# وليم ديفيد ماكنتاير
وليم ديفيد ماكنتاير (بالإنجليزية: W. David McIntyre)‏ هو مؤرخ نيوزيلندي، ولد في 1932.